# Nederlandse Touwtrekbond
De Nederlandse Touwtrekbond of Nederlandse Touwtrek Bond (NTB) is de overkoepelende sportbond van Nederland voor touwtrekken.  Het hoofdbureau van de bond is gevestigd in Eerbeek.

## Geschiedenis
De NTB, opgericht in 1958, is de sportbond die het touwtrekken in Nederland als erkende sportorganisatie begeleidt. De NTB is opgericht in 1958 en is ontstaan uit de Achterhoekse Touwtrekbond, die vele jaren het touwtrekken organiseerde in het oosten van het land.

## Gewesten
Nederlands is verdeeld in vier gewesten. Elk gewest organiseerd zijn eigen buiten en/ of binnen competitie. Ieder jaar vinden de Nederlandse kampioenschappen plaats, alle Nederlandse teams kunnen zich opgeven om het NK te organiseren. Bij het NK wordt gestreden om het Nederlands Kampioenschap in diverse gewichtsklassen.

## Internationaal

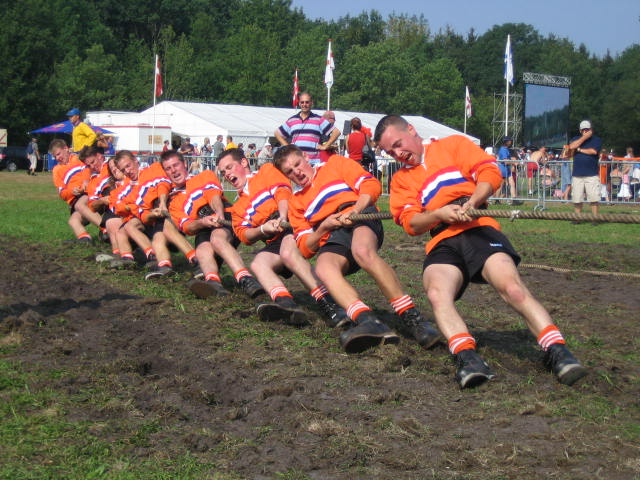
Jeugdtouwtrekken bij het WK 2006 in Assen

De NTB is aangesloten bij de Internationale Touwtrekfederatie (Tug of War International Federation, TWIF) waarbij de landelijke touwtrekbonden van de wereld zijn aangesloten. Iedere twee jaar worden Europese en wereldkampioenschappen gehouden. Deze worden mede georganiseerd door de TWIF. Op de Europese en wereldkampioenschappen zijn er naast officiële wedstrijden ook "open" kampioenschappen voor clubteams.